# Norman Levinson
Norman Levinson (Lynn, 11 agosto 1912 – Boston, 10 ottobre 1975) è stato un matematico statunitense.

## Biografia
È conosciuto per i suoi contributi sulle serie di Fourier, in analisi complessa, sulle equazioni differenziali non lineari, in teoria dei numeri e in teoria dei segnali. Nel 1974 ha pubblicato un articolo sull'ipotesi di Riemann, in cui dimostrava che almeno un terzo degli zeri della funzione zeta di Riemann giace sulla sua retta critica, come previsto dalla congettura. Ha ricevuto il Bôcher Memorial Prize nel 1954 e il Premio Chauvenet nel 1971.